# Kegon
Kegon (jap. 華厳の滝 Kegon-no-taki) − wodospad w Parku Narodowym Nikkō o wysokości 97 m wysokości, jeden z trzech najwyższych w Japonii. Jest umieszczony na liście stu wodospadów Japonii.

## Opis
Około 20 tys. lat temu rzeka Daiya została przegrodzona lawą z wulkanu Nantai (2486 m) i powstało jezioro Chūzenji (pow. 11,62 km²), a woda z jeziora znalazła jedyne ujście, tworząc wodospad. Czyni go to jednym z trzech najwyższych wodospadów w Japonii i trzech najpiękniejszych w Japonii, obok Nachi w prefekturze Wakayama i Fukuroda w prefekturze Ibaraki.
Wodospad można oglądać od góry z bezpłatnego tarasu widokowego, do którego można dotrzeć pieszo, ale także z płatnej platformy u jego podstawy. Zjeżdża się do niej windą o głębokości 100 metrów i przechodzi tunelem wydrążonym w skale. 
Na początku lat 20. XX wieku wodospad był znany jako miejsce samobójstw, zwłaszcza wśród japońskiej młodzieży (Efekt Wertera).

## Region Nikkō
Wodospad Kegon jest odwiedzany licznie przez turystów, głównie jesienią ze względu na bogactwo kolorów. Jest on jednak przede wszystkim jednym z etapów wędrówki po regionie niezwykle urozmaiconym krajobrazowo i prezentującym wyjątkowe atrakcje prezentujące kulturę i historię kraju. Tworzą one łącznie trzy kompleksy obiektów sakralnych wpisanych na listę światowego dziedzictwa UNESCO: dwa chramy shintō: Nikkō Tōshō-gū i Futarasan-jinja oraz świątynia buddyjska Rinnō-ji.

## Galeria

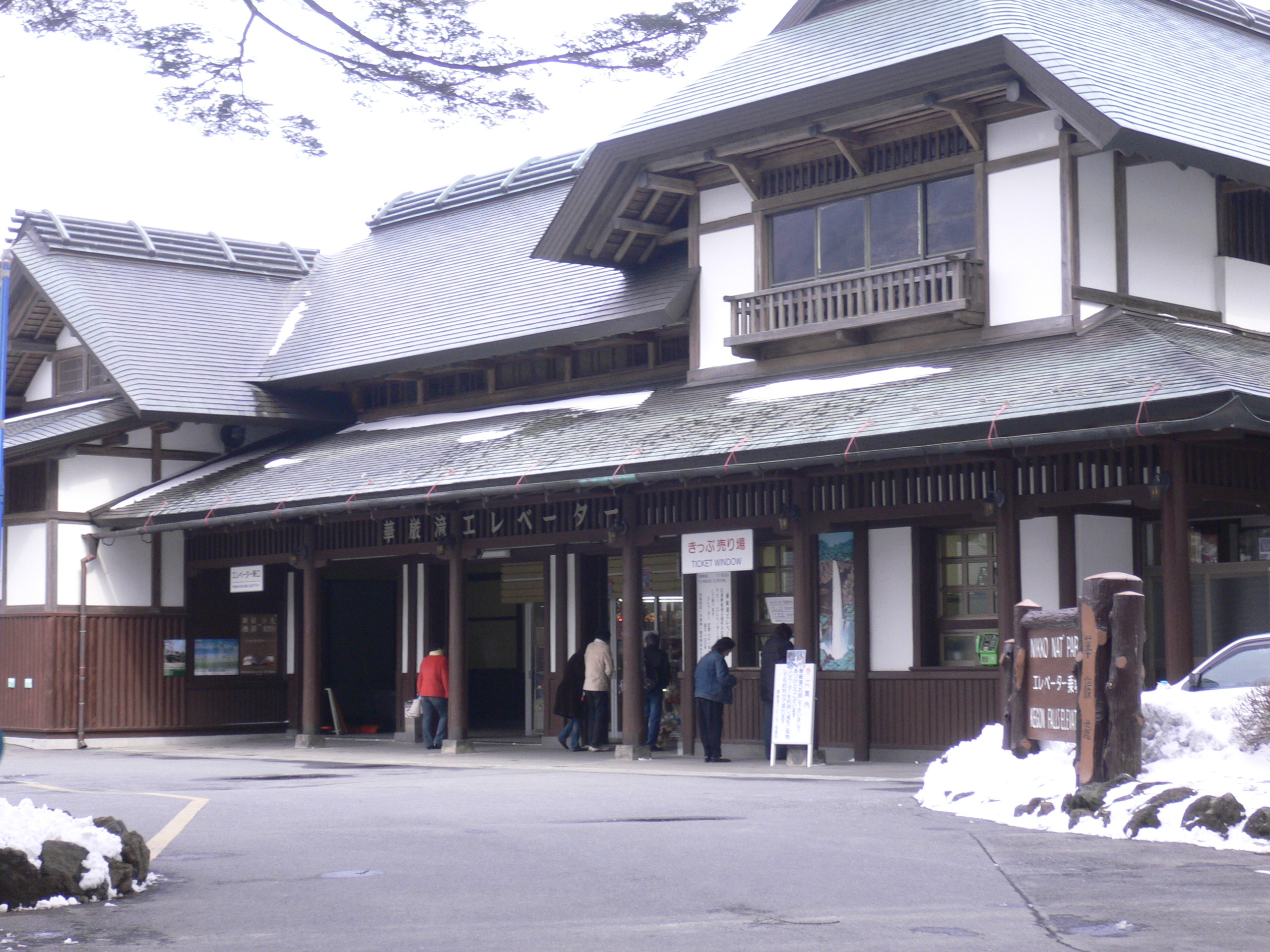
Wejście do windy
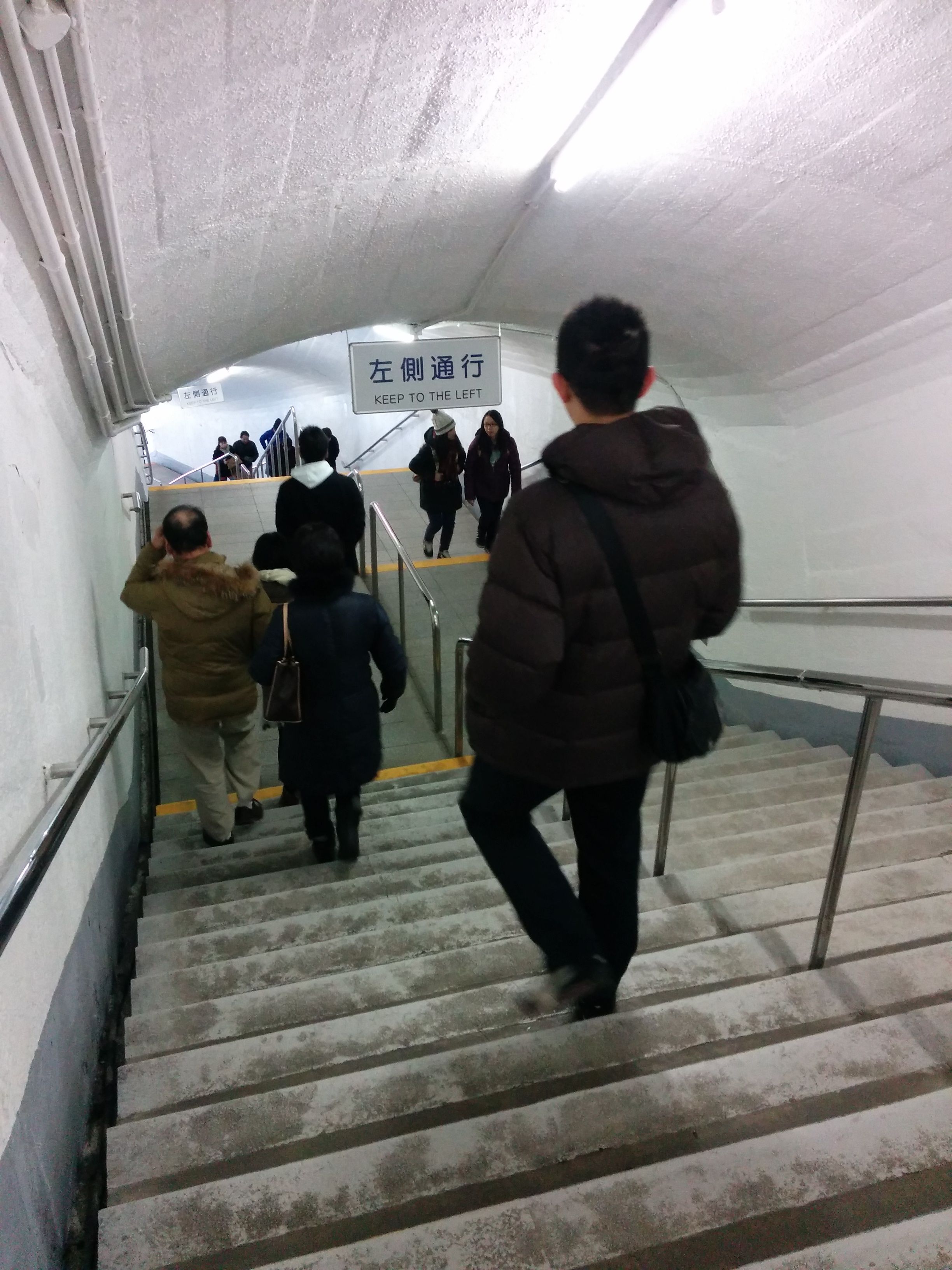
Tunel prowadzący do wodospadu
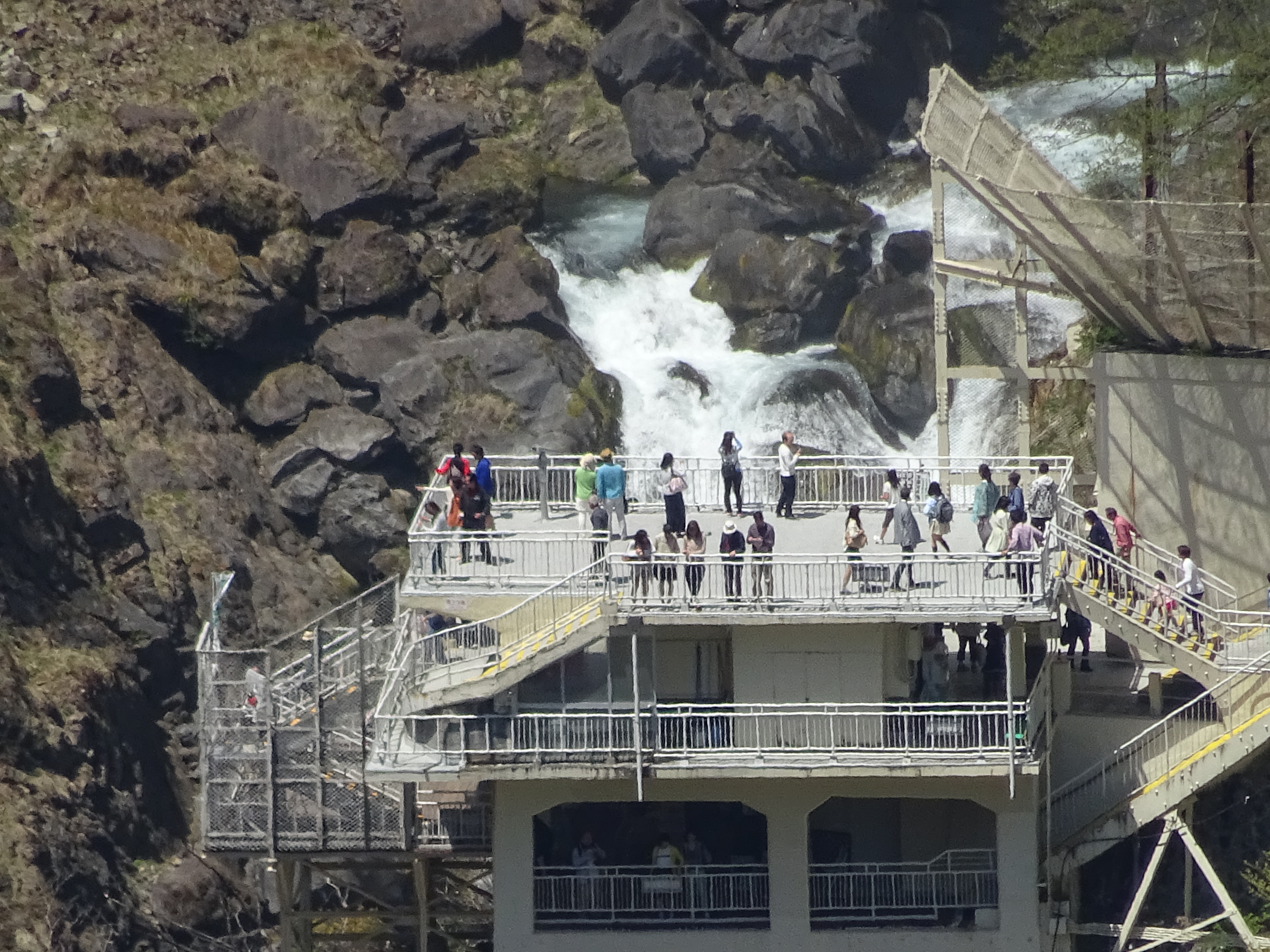
Taras obserwacyjny
Jesienna panorama: wodospad Kegon, jezioro Chūzenji i góra Nantai